# هنري كادبوري
هنري كادبوري (بالإنجليزية: Henry Cadbury)‏ (و. 1883 – 1974 م) هو مؤرخ من الولايات المتحدة الأمريكية . ولد في فيلادلفيا، بنسيلفانيا .

## التعليم
تعلم في جامعة هارفارد

## مناصب وهيئات
أدار جامعة هارفارد.

## روابط خارجية
- هنري كادبوري على موقع مونزينجر (الألمانية)